# استكشاف الجزائر علميا
استكشاف الجزائر علميا هي مجموعة من الأبحاث العلمية في شتى المجالات العلمية، وقد صدرت في النصف الأول من القرن التاسع عشر وتحديدا في السنوات الأولى لاحتلال الجزائر من سنة 1840 وما يليها. وتعنى بالحياة العلمية وترجمة الكتب العربية واستكشاف الآثار في الجزائر وقد طبع الكتاب طبعات ملونة جميلة جدا مع رسومات دقيقة جدا لمختلف النباتات والآثار هو يعد مرجعا جيدا لتلك الفترة من الزمن.
و من المنشورات في هذه الابحات كتاب من ثلاث اجزاء عنوانه أطلس نباتات الجزائر

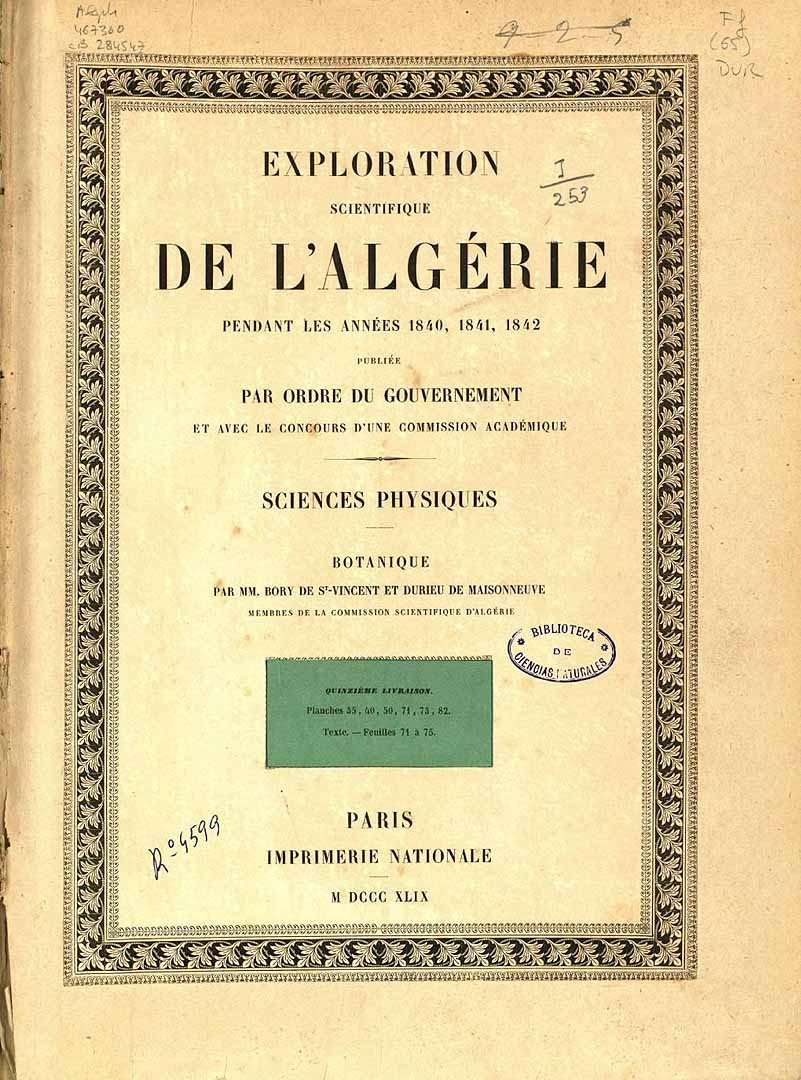
الصفحة الأولى من كتاب استكشاف الجزائر علميا 1840-1841-1842